# Иоанн (Чулибрк)
Епископ Иоанн (серб. Епископ Јован, в миру Невен Чулибрк, серб. Невен Ћулибрк; 16 апреля 1965, Зеница, Босния и Герцеговина) — епископ Сербской православной церкви, епископ Славонский.

## Биография
Окончил начальную школу и гимназию в Босанской Градишке. В 1980-е годы был рок-критиком, интересовался современным искусством.
Изучал литературу в Бане-Луке, затем литературу и южнославянские языки на Философском факультете Загребского университета, который окончил в 1991 году, написав дипломную работу о Милоше Црнянском.
С 1991 года поступил послушником в монастыре Савина. В 1992 году перешёл в Цетинский монастырь, где в канун Рождества Иоанна Предтечи 1993 года был пострижен в монашество с именем Иоанн.
С 1993 до 2003 года читал лекции по литературе, сербскому и словенскому языкам, общей истории, а также был секретарём Духовной семинарии святого Петра Цетинского в Цетине.
31 октября 1995 года в Станевичском монастыре митрополитом Черногорско-Приморским Амфилохием (Радовичем) был рукоположён в сан иеродиакона, а 16 июня 1997 года — в сан иеромонаха.
В 1997 году назначен настоятелем в монастыре Морачник. Трудился над ремонтом и благоукрашением церквей и монастырей на Скадарском озере, известных как Зетская Святая Гора.
В 1998 году участвовал в создании митрополичьего радио «Светигора», первом радиоканале Сербской Православной Церкви, и с тех пор оставался его сотрудником.
С июня 1999 года находился в монастыре Печской Патриархии в Косове. Заведовал отношениями с силами KFOR и UNMIK. Трудился для спасения святынь и людей; защиты беженцев; исчисления и определения убитых, раненных, потерянных, изгнанных и бежавших; документации страданий и возвращения сербов.
Как член государственной делегации Югославии в январе 2001 года посетил Израиль и обсуждал «Косовский вопрос».
В том же году этой связи отправился в Италию для выстраивания сотрудничества с итальянскими учреждениями по защите наследия Сербской Православной Церкви в Косове и Метохии. В 2002 году был в Италии как гость парашютной бригады ««Фольгоре»», с которой благодаря ему Сербская Церковь наладила хорошие отношения.
В октябре 2002 года введён в резервный состав 63-й воздушно-десантной бригады, где получил военную подготовку и унтер-офицерский чин.
В 2002 году участвовал в 3-й международной конференции о Ясеноваце в Иерусалиме.
С 2003 года переехал в Израиль на учёбу и поступил во временное ведение Иерусалимской Православной Церкви.
Поступил в магистратуру для изучения еврейской культуры при мемориале Яд ва-Шем и в Еврейском университете в Иерусалиме. Защитил магистерскую диссертацию под руководством Давида Банкира, главы Международного института по исследованию Холокоста в Яд Ва-Шеме.
Возглавлял сербские делегации на международных конференциях о Холокосте в 2004, 2006, 2008 и 2010 годах. Направлял сербских студентов в иерусалимский мемориал «Яд Вашем».
В 2005 году служил в Хузивском монастыре, а затем в ряде других храмов и монастырей Святой Земли, включая Сарандарский монастырь на Сорокодневной горе.
В 2006 году в Израиле читал лекции о распаде Югославии и межэтнических отношениях в Центре Видала Сасуна в Иерусалиме.
14-15 марта 2007 года как представитель Сербской православной церкви участвовал в 6-й академической встрече между православием и иудаизмом в Иерусалимском Институте Ван Лира.
12 июля 2007 года в Цетине был возведён в протосингела.
Широко развив работу Ясеновацкой комиссии Сербской церкви для продвижения всемирного осознания Ясеновацкой трагедии. Участвовал во многочисленных конференциях по Ясеновацу по всему миру.
В 2009 году прочёл две лекции по еврейской истории и культуре на философском факультете в Белграде.
26 мая 2011 года решением Священного Архиерейского Собора Сербской Православной Церкви был избран викарием Патриарха Сербского с титулом Липлянский.
3 сентября того же года в монастыре Печской Патриархии наречён во епископа.
4 сентября 2011 года хиротонисан во епископа Липлянского, викария Патриарха Сербского. Хиротонию совершили: патриарх Сербский Ириней, архиепископ Цетинский и митрополит Черногорско-Приморский Амфилохий (Радович), епископ Афанасий (Евтич), епископ Бачский Ириней (Булович), епископ Будимлянско-Никшичский Иоанникий (Мичович), епископ Славонский Савва (Юрич), епископ Шумадийский Иоанн (Младенович), епископ Нишский Иоанн (Пурич), епископ Захумско-Герцеговачский Григорий (Дурич), епископ Враньский Пахомий (Гачич), епископ Рашко-Призренский Феодосий (Шибалич), епископ Стобийский Давид (Нинов), епископ Крушевацкий Давид (Перович). Местопребыванием епископа Иоанна была определена Печская Патриархия. На рукоположении епископа Иоанна от имени государственных властей присутствовали министры по Косово и Метохии и внутренних дел Горан Богданович и Ивица Дачич, а также советник президента Сербии Младжан Джорджевич.
Решением Священного Архиерейского Собора, прошедшего 14-24 мая 2014 года назначен епископом Славонским.
13 сентября того же года в Соборной церкви Святой Троицы в Пакраце состоялась его интронизация.